# Generalni sekretar Združenih narodov
Generalni sekretar Združenih narodov, krajše generalni sekretar ZN, je oseba na čelu sekretariata, enega glavnih odsekov Združenih narodov. Določi ga Generalna skupščina Združenih narodov na predlog Varnostnega sveta Združenih narodov. Generalni sekretar velja za najbolj vplivno osebo v Organizaciji združenih narodov. 

## Seznam sekretarjev
| #  | Slika | Ime                     | Na položaju                           | Država              | Opombe                                                                    | Viri |
| -- | ----- | ----------------------- | ------------------------------------- | ------------------- | ------------------------------------------------------------------------- | ---- |
|    |       | Gladwyn Jebb            | 24. oktober 1945 – 2. februar 1946    | Združeno kraljestvo | vršilec dolžnosti generalnega sekretarja                                  |      |
| 1. |       | Trygve Lie              | 2. februar 1946 – 10. november 1952   | Norveška            | odstopil                                                                  |      |
| 2. |       | Dag Hammarskjöld        | 10. april 1953 – 18. september 1961   | Švedska             | umrl v letalski nesreči v Severni Rodeziji (danes Zambija) septembra 1961 |      |
| 3. |       | U Tant                  | 30. november 1961 – 31. december 1971 | Burma               | upokojil se je po drugem mandatu iz osebnih razlogov                      |      |
| 4. |       | Kurt Waldheim           | 1. januar 1972 – 31. december 1981    | Avstrija            | do kitajskega veta na tretji mandat leta 1981.                            |      |
| 5. |       | Javier Pérez de Cuéllar | 1. januar 1982 – 31. december 1991    | Peru                | zavrnil tretji mandat                                                     |      |
| 6. |       | Butros Butros-Gali      | 1. januar 1992 – 31. december 1996    | Egipt               | do veta ZDA na njegov drugi mandat decembra 1996                          |      |
| 7. |       | Kofi Anan               | 1. januar 1997 – 31. december 2006    | Gana                | upokojen po dveh polnih mandatih                                          |      |
| 8. |       | Ban Ki-moon             | 1. januar 2007 – 31. december 2016    | Južna Koreja        | upokojen po dveh polnih mandatih                                          |      |
| 9. |       | António Guterres        | 1. januar 2017 – danes                | Portugalska         | trenutni generalni sekretar                                               |      |